# Diosdado Macapagal
Diosdado Pangan Macapagal (Lubao, 28 de Setembro de 1910 - Makati, 21 de Abril de 1997) foi um político das Filipinas, foi presidente das Filipinas entre 1961 e 1965. Começou como deputado pelo Partido Liberal entre 1949 e 1956, sendo eleito vice-presidente em 1957. Eleito presidente em 1961, foi derrotado por Ferdinando Marcos na corrida à reeleição em 1965.

## Vida
Foi o nono presidente das Filipinas, servindo de 1961 a 1965, e o sexto vice-presidente, servindo de 1957 a 1961. Ele também serviu como membro da Câmara dos Representantes e chefiou a Convenção Constitucional de 1970. Ele era o pai de Gloria Macapagal Arroyo, que seguiu sua trajetória como presidente das Filipinas de 2001 a 2010.
Natural de Lubão, Pampanga, Macapagal formou-se na Universidade das Filipinas e na Universidade de Santo Tomas, ambas em Manila, após o que trabalhou como advogado do governo. Ele ganhou a primeira eleição em 1949 para a Câmara dos Representantes, representando o primeiro distrito em sua província natal de Pampanga. Em 1957, ele se tornou vice-presidente no governo do presidente Carlos P. Garcia, a quem mais tarde derrotou na eleição de 1961.
Como presidente, Macapagal trabalhou para suprimir a corrupção e a corrupção e estimular a economia filipina. Ele introduziu a primeira lei de reforma agrária do país, colocou o peso no mercado de câmbio livre e liberalizou o câmbio e os controles de importação. Muitas de suas reformas, no entanto, foram prejudicadas por um Congresso dominado pelo rival Partido Nacionalista. Ele também é conhecido por mudar a observância do Dia da Independência do país de 4 de julho para 12 de junho, comemorando o dia em que o presidente Emilio Aguinaldo declarou unilateralmente a independência da Primeira República das Filipinas do Império Espanhol em 1898. Ele se candidatou à reeleição em 1965, e foi derrotado por Ferdinando Marcos, que posteriormente governou por 21 anos.
No governo de Marcos, Macapagal foi eleito presidente da Convenção Constitucional que mais tarde redigiria o que veio a ser a Constituição de 1973, embora a maneira como a carta foi ratificada e modificada o tenha levado a questionar posteriormente sua legitimidade. Ele morreu de insuficiência cardíaca, pneumonia e complicações renais, em 1997, aos 86 anos.

## Publicações
- Discursos do Presidente Diosdado Macapagal. Manila: Bureau of Printing, 1961.
- Nova esperança para o homem comum: discursos e declarações do presidente Diosdado Macapagal. Manila: Malacañang Press Office, 1962.
- Programa socioeconômico integrado de cinco anos para as Filipinas. Manila: [sn], 1963.
- Plenitude de Liberdade: Discursos e Declarações do Presidente Diosdado Macapagal. Manila: Bureau of Printing, 1965.
- Um asiático olha para a América do Sul. Quezon City: Mac Publishing House, 1966.
- As Filipinas se voltam para o leste. Quezon City: Mac Publishing House, 1966.
- Uma pedra para o edifício: memórias de um presidente. Quezon City: Mac Publishing House, 1968.
- Uma nova constituição para as Filipinas. Quezon City: Mac Publishing House, 1970.
- Democracia nas Filipinas. Manila: [sn], 1976.
- Democracia Constitucional no Mundo. Manila: Santo Tomas University Press, 1993.
- De Nipa Hut ao Palácio Presidencial: Autobiografia do Presidente Diosdado P. Macapagal. Quezon City: Philippine Academy for Continuing Education and Research, 2002.